# ویکتور کارلوند

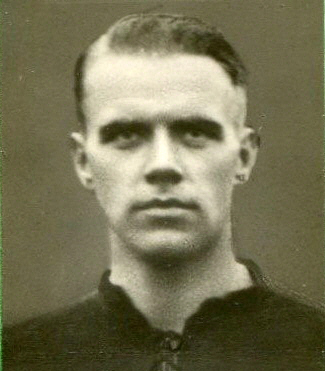
ویکتور کارلوند در سال ۱۹۳۵

ویکتور کارلوند (انگلیسی: Victor Carlund; ۵ فوریهٔ ۱۹۰۶ – ۲۲ فوریهٔ ۱۹۸۵) بازیکن فوتبال اهل سوئد بود.
از باشگاه‌هایی که در آن بازی کرده‌است می‌توان به باشگاه فوتبال اورگریته اشاره کرد.
وی همچنین در تیم ملی فوتبال سوئد بازی کرده‌است.